# Krone Na Uy
Krone Na Uy là đơn vị tiền tệ của Na Uy (dạng số nhiều là kroner). Một krone gồm 100 øre (tương đương xu). Mã ISO 4217 là NOK, nhưng chữ địa phương viết tắt thông thường là kr.

## Lịch sử
Đồng krone Na Uy được sử dụng từ năm 1875, thay cho đồng daler Na Uy với tỷ giá 4 kroner = 1 daler Na Uy. Khi làm việc thay đổi tiền này, Na Uy đã gia nhập Liên minh tiền tệ Scandinavia, một tổ chức tiền tệ Bắc Âu được thành lập năm 1873. Liên minh này tồn tại tới năm 1914 nhưng, sau khi Liên minh giải thể thì Đan Mạch, Na Uy và Thụy Điển đều quyết định giữ tên tiền riêng của mình như cũ.
Trong Liên minh tiền tệ Scandinavia, đồng krone có bản vị vàng với tiêu chuẩn 2.480 kroner = 1 kilogram vàng nguyên chất (1 krone = 403,226 milligram vàng). Bản vị vàng này được tu bổ vào các năm 1916, 1920 và 1928 nhưng đình chỉ vĩnh viễn vào năm 1931, khi tỷ lệ hối đoái cố định với bảng Anh là 19,9 kroner = 1 bảng Anh được thiết lập (tỷ lệ trước kia là 18,16 kroner = 1 bảng Anh). Năm 1939, Na Uy gắn đồng krone của mình vào đồng dollar Mỹ với tỷ giá 4,4 kroner = 1 dollar.
Trong thời kỳ Na Uy chiếm đóng ở thế chiến thứ hai, đồng krone Na Uy được gắn với đồng Reichsmark của Đức với tỷ giá ban đầu là 1 krone = 0,6 Reichsmark, sau đó giảm xuống còn 0,57. Sau chiến tranh, thì tỷ giá 20 kroner = 1 bảng Anh (4,963 kroner = 1 dollar Mỹ) được thiết lập. Tỷ giá so với bảng Anh được giữ tới năm 1949 khi đồng bảng Anh mất giá so với đồng dollar Mỹ, thì tỷ giá là 7,142 kroner = 1 dollar Mỹ. Tháng 12 năm 1992 Ngân hàng Trung ương Na Uy từ bỏ tỷ giả hối đoái cố định, thay bằng tỷ giá hối đoái thả nổi.
Đây là chính sách tiền krone hiện hành của Ngân hàng Trung ương Na Uy.

## Các tiền kim loại
Năm 1875, các tiền kim loại được đưa ra lưu hành (một số từ năm 1874) với các mệnh giá 10 øre, 50 øre, 1 krone, 10 krone và 20 krone. Cũng có các tiền kim loại mang mệnh giá của tiền trước kia như 3, 15, 30 skilling và 2½ cùng 5 specidaler. Từ năm 1875 tới năm 1878, các tiền kim loại mới được lưu hành hoàn toàn, với các mệnh giá 1, 2, 5, 10, 25, 50 øre cùng 1, 2, 10, 20 krone. Các đồng 1, 2, 5 øre bằng đồng thiếc, các đồng 10, 25, 50 øre cùng 1 và 2 krone bằng bạc, trong khi các đồng 10 và 20 krone bằng vàng.
Các tiền vàng được phát hành lần chót vào năm 1910. Các tiền đúc bằng bạc được thay bằng hợp kim đồng-kền từ năm 1920. Từ năm 1917 tới năm 1921, sắt được dùng tạm thay thế cho đồng thau. Năm 1917 cũng là năm phát hành lần chót đồng 2 krone kim loại. Trong thời chiếm đóng ở thế chiến thứ hai thì kẽm được dùng thay thế cho hợp kim đồng-kền trong các tiền kim loại 10, 25, 50 øre, đồng thời ngưng sản xuất đồng 2 krone.
Năm 1963, phát hành tiền kim loại 5 krone. Năm 1972, ngưng phát hành đồng 1 và 2 øre. Năm1973, kích thước của đồng 5 øre kim loại được giảm bớt và tới năm 1982, thì ngưng phát hành đồng tiền này cùng với đồng 25 øre. Năm 1983 đúc đồng 10 kroner và năm 1992, đúc đồng 10 øre lần chót. Từ năm 1994 tới 1998, loạt tiền kim loại mới được phát hành gồm các đồng 50 øre và các đồng 1, 5, 10, 20 kroner.

## Các tiền giấy
Năm 1877, Ngân hàng Quốc gia Na Uy phát hành các giấy bạc 5, 10, 50, 100, 500 và 1000 kroner. Năm 1917, phát hành giấy bạc 1 krone. Các năm 1918 tới 1922, phát hành giấy bạc 2 kroner. Do thiếu kim loại, nên từ năm 1940 tới 1950 lại phát hành giấy bạc 1 và 2 kroner. Năm 1963, tiền giấy 5 kroner được thay thế bằng tiền kim loại, năm 1984 tiền giấy 10 kroner cũng được thay bằng tiền kim loại. Năm 1994 phát hành thêm giấy bạc 200 kroner.

## Bảng tóm tắt các mệnh giá phát hành
| Mệnh giá    | Tiền giấy           | Tiền giấy    | Tiền giấy                    | Tiền kim loại | Tiền kim loại | Tiền kim loại                                                                  |
| Mệnh giá    | In                  | Hết hiệu lực | Chú thích                    | Đúc           | Hết hiệu lực  | Chú thích                                                                      |
| ----------- | ------------------- | ------------ | ---------------------------- | ------------- | ------------- | ------------------------------------------------------------------------------ |
| 1 øre       | -                   | -            | -                            | 1876-1972     | 1998          | Đồng thiếc, sắt 1918-21 & 1941-45                                              |
| 2 øre       | -                   | -            | -                            | 1876-1972     | 1998          | Đồng thiếc, sắt 1917-20 & 1943-45                                              |
| 5 øre       | -                   | -            | -                            | 1875-1982     | 1998          | Đồng thiếc, sắt 1917-20 & 1941-45                                              |
| 10 øre      | -                   | -            | -                            | 1874-1991     | 2003          | Bạc 1874-1919, đồng-kền 1920-92 (holed 1924-51), kẽm 1941-45                   |
| 25 øre      | -                   | -            | -                            | 1876-1982     | 1998          | Bạc 1876-1919, đồng-kền 1921-82 (holed 1921-50), kẽm 1943-45                   |
| 50 øre      | -                   | -            | -                            | 1874          | -             | Bạc 1874-1919, đồng-kền 1920-96 (holed 1920-49), kẽm 1941-45, đồng thiếc 1996- |
| 1 krone     | 1917-1925 1940-1950 | 1926 1999    | tiền giấy thời chiến         | 1875-         | -             | Bạc 1875-1917, đồng-kền 1925- (holed 1925-51, 1997-)                           |
| 2 kroner    | 1918-1925 1940-1950 | 1926 1999    | tiền giấy thời chiến         | 1876-1917     | ??            | Bạc 1878-1917                                                                  |
| 5 kroner    | 1877-1963           | 1999         | Thay bằng tiền kim loại 1963 | 1963-         | -             | đồng-kền (holed 1998-)                                                         |
| 10 kroner   | 1877-1984           | 1999         | Thay bằng tiền kim loại 1984 | 1983-         | -             | Kền-đồng thau                                                                  |
| 20 kroner   | -                   | -            | -                            | 1994-         | -             | Kền-đồng thau                                                                  |
| 50 kroner   | 1877-               | -            |                              | -             | -             | -                                                                              |
| 100 kroner  | 1877-               | -            |                              | -             | -             | -                                                                              |
| 200 kroner  | 1994-               | -            |                              | -             | -             | -                                                                              |
| 500 kroner  | 1877-               | -            |                              | -             | -             | -                                                                              |
| 1000 kroner | 1877-               | -            |                              | -             | -             | -                                                                              |

Nguồn:  Lưu trữ ngày 16 tháng 5 năm 2008 tại Wayback Machine, , , 

## Tỷ giá hối đoái
Trị giá của tiền krone Na Uy so với các tiền khác thay đổi đáng kể từng năm một, chủ yếu căn cứ trên các biến đổi của giá dầu xăng và lãi suất.
Năm 2002 đồng krone Na Uy cao kỷ lục so với đồng dollar Mỹ và đồng Euro. Ngày 2.1.2002, tỷ giá 100 kroner Na Uy = 11,14 dollar Mỹ (1 USD=8,98 kroner Na Uy). Tháng 7/2002, đồng krone Na Uy lên tới mức 100 kroner Na Uy = 13,7 dollar Mỹ (1 USD=7,36 kroner Na Uy). Ngoài giá dầu cao, còn thêm mức lãi cao, trong đó ngày 4.7.2002 lên tới 7%. Tại thời điểm này Na Uy là nước xuất cảng dầu lớn thứ 3 thế giới.
Năm 2005, giá dầu lên tới mức kỷ lục, trên 60 dollars/ thùng (barrel). Mặc dù lãi suất đã giảm tới mức khoảng 2%, đồng krone Na Uy vẫn cao.
Tuy nhiên, vào cuối năm 2007 và đầu năm 2008, đồng dollar Mỹ bị mất giá so với các đồng tiền chủ yếu khác, thì cùng lúc đồng krone Na Uy đạt được trị giá cao. Kết quả là đồng krone Na Uy mạnh hơn bao giờ hết so với đồng dollar Mỹ, khiến cho đồng dollar Mỹ chỉ còn bằng khoảng 5 kroner Na Uy trong tháng 4/2008. Tháng 10/2008, đồng dollar Mỹ đã hồi phục và trị giá khoảng 7 kroner Na Uy.
Năm 2009 đồng krone Na Uy là tiền đứng hàng thứ 10 được buôn bán trên thị trường hối đoái ngoại tệ.
Bản mẫu:Exchange Rate